# We Survive
We Survive er det tredje engelsksprogede studiealbum og sjette i alt af den danske sangerinde Medina, der udkom den 26. februar 2016. Albummet indeholder 10 nye sange, samt engelske versioner af Medinas danske hits, "Jalousi" ("Jealousy"), "Giv slip" ("Let Go"), og "Når intet er godt nok" ("Good Enough").
Titelsangen "We Survive" udkom som albummet's første single den 12. februar 2016. Albummet blev dårligt modtaget af anmelderne og fik én og to stjerner i flere dagblade. De kritiserede bl.a. hendes engelsk.
We Survive debuterede som nummer 20 på den danske hitliste, med salgsscore på 367. I Tyskland debuterede albummet som nummer 39.

## Cover
Albummets cover forestiller et redigeret billede af en Medina, med sort hår, der omfavner en Medina med hvidt hår. Coveret fik stor opmærksomhed for dens atypiske motiv. I Politikens anmeldelse af We Survive, skrev Simon Lund: "Er det for sjov? Er det en ironisk kommentar til Medinas rolle som repræsentant for den generation, der dyrker sig selv uden af skamme sig? Eller er det 1:1 et udtryk for titlen: Medina slutter ring om sig selv og skal nok overleve i en verden fuld af hån og haters? Det er os (mig og mig) mod rosset." Lund mente at Medina havde valgt at "iscenesætte sig selv som udstødt" på coveret.

## Anmeldelser
Jens Dræby fra Gaffa gav albummet to ud af seks stjerner, og skrev at albummet bestod af "variationer på de samme tre-fire sange". I sin anmeldelse for Politiken, skrev Simon Lund at Medina mister sin personlighed når hun synger på engelsk, og at sangene var middelmådige.
Berlingskes anmelder Michael Charles Gaunt skrev: "Det er lidt en kliche, men det bliver bare mere distanceret og uvedkommende at høre Medina arbejde sig igennem natklubben på et andet sprog. Særkendet forsvinder, og tilbage står Medinas sårede stemme og græder krokodilletårer i de top-professionelle produktioners blændende skær."

## Spor
| #   | Titel                | Sangskriver(e)                                                                                  | Producer(e)     | Længde |
| --- | -------------------- | ----------------------------------------------------------------------------------------------- | --------------- | ------ |
| 1.  | "Runnin Out of Love" | Mads Møller, Thor Nørgaard, Medina Valbak, Lauren Seymour, Mats Lie Skåre                       | Pitchshifters   | 3:28   |
| 2.  | "We Survive"         | Richard "Biff" Stannard, Ash Howes, Møller, Nørgaard, Lindy Robbins, Jetta John Hartley, Valbak | Stannard, Howes | 3:43   |
| 3.  | "Someone New"        | Jason Gill, Valbak                                                                              | Gill            | 3:58   |
| 4.  | "Jealousy"           | Møller, Nørgaard, Theis Andersen, Valbak, Viktoria Siff Hansen                                  | Pitchshifters   | 3:43   |
| 5.  | "Good Enough"        | Møller, Nørgaard, Valbak, Maegan Cottone                                                        | Pitchshifters   | 3:26   |
| 6.  | "Let Go"             | Møller, Nørgaard, Valbak, Niré Alldai                                                           | Pitchshifters   | 3:17   |
| 7.  | "For U"              | Møller, Nørgaard, Valbak, Isa Ljunggren                                                         | Pitchshifters   | 3:59   |
| 8.  | "Liquid Courage"     | Møller, Nørgaard, Valbak, Lindy Robbins                                                         | Pitchshifters   | 3:44   |
| 9.  | "Young in Love"      | Møller, Nørgaard, Valbak, Terri Bjerre                                                          | Pitchshifters   | 3:46   |
| 10. | "By Your Side"       | Møller, Nørgaard, Valbak                                                                        | Pitchshifters   | 3:52   |
| 11. | "Grass"              | Møller, Nørgaard, Valbak                                                                        | Pitchshifters   | 3:22   |
| 12. | "Karma's a Bitch"    | Gill, Valbak                                                                                    | Gill            | 3:27   |
| 13. | "Walking Mistake"    | Møller, Nørgaard, Valbak                                                                        | Pitchshifters   | 3:21   |

## Hitlister
| Hitliste (2016)          | Højeste position |
| ------------------------ | ---------------- |
| Danmark (Album Top-40)   | 20               |
| Tyskland (Media Control) | 39               |